# Tempus (Sanctuary – Génrejtek)
A Tempus a Sanctuary – Génrejtek című kanadai sci-fi-fantasy televíziós sorozat negyedik évadjának első epizódja.

## Ismertető
A 3. évad záró epizódjának végén Adam Worth sikeresen megnyitotta a kaput az időutazáshoz, visszatért 1898-ba, hogy lányát, Imogene-t megmenthesse a haláltól. Helen Magnus követi őt, üldözése közben azonban ráomlik egy épület és Helen a rendőrségre kerül. Dr. James Watson hozza ki onnan, majd miután Watson rájön Magnus valódi kilétére, együtt igyekeznek Worth nyomára jutni. A férfi azonban máris változtatott a jövőn. Mivel a gyógyszer, amit magával hozott, megsérült, elrabolta lányát kórházi ágyáról, hogy pénzt szerezzen a gyógykezeléséhez.
Bár Helen igyekszik nem változtatni a történelmen, találkozik néhány korabeli ismerőseivel, Druittal, Rugólábú Jackkel, melyek mind hatással lehetnek a jövőre. Worthnek sikerül lányát meggyógyítani, de addigra Magnus rájuk talál. Újabb üldözés következik London utcáin, mely során Adam lövése célt téveszt, és egy épület faláról omladék zuhan a lányára, aki belehal a balesetbe. Magnus lelövi a jövőbeli Adamet, a korabeli Adam pedig a helyszínre érkezve Magnust hibáztatja lánya haláláért.
Miután a jövőbeli Adam összes nyomát sikerül eltakarítani, Helen - mivel nincs helye 1898-ban - az öngyilkosság gondolatával játszik. Watson azonban azt javasolja neki, vonuljon el a világtól, ahol nem kerülhet kapcsolatban a kor embereivel, majd csatlakozzon be saját idővonalába 113 évvel később, pont amikor elhagyta azt.

## Forgatás
A 13 epizódos negyedik évadot 2011 elején rendelte meg a SyFy. A 2011. október 7-én bemutatott első részben Dr. Will Zimmerman (Robin Dunne) és Kate Freelander (Agam Darshi) nem szerepelnek. Az évad bevezető képsoraiban a főcímzene alatt pedig csak Helen Magnus (Amanda Tapping), Will, Henry (Ryan Robbins) és Nagyfiú (Christopher Heyerdahl) látható a főszereplők között.
Tapping szerint egy rövidebb évad elkészítése célszerűbb, mint a 20 epizódos évadoké. Állítása szerint a stábnak öt hete volt az egész évad előkészítésére, ami annyira kevés, hogy hosszabb évad esetén őrültekházába kerültek volna a végére. Robin Dunne azt nyilatkozta, ő rendezi az évad hatodik részét. Ammanda Tapping arról is beszélt, hogy a 4. évadban még folytatódik az üregesföldi történet, és hogy Helen Magnusszal romantikus események történnek majd. A 2011-es San Diegó-i Comic-Con International találkozón elárulták, hogy az évad során egy zenei epizódra is sor kerül. Egy interjú szerint a visszavonult WWE pankrátor, Edge, aki a 3. évad végén szerepelt, szintén feltűnik az új évadban, de arról nem derült ki további információ, hogy mikor és milyen szerepben.

## Fogadtatás
A TV by the Numbers nézettségi adatai szerint az új évad este tíz órakor vetített első epizódjának nézettsége nem volt kiemelkedő. A péntek esti műsorok középmezőnyében foglalt csak helyet 1,38 milliós nézettségével.